# Terremoto de Cabo de San Vicente de 1969
El Terremoto de Cabo de San Vicente de 1969 fue un seísmo de magnitud 7.8 en la Escala sismológica de Magnitud de momento y de intensidad VII en la escala de Mercalli que se produjo el 28 de febrero de 1969 a 200 km al suroeste de Cabo de San Vicente, y se dejó sentir en Andalucía Occidental y Sur de Portugal. La duración fue de aproximadamente un minuto, por lo que pese a la alta intensidad no hubo derribos de edificios.
En Huelva 18 casas quedaron inhabitables y en Isla Cristina se derrumbaron 4 viviendas. Se produjeron según las fuentes 7 fallecimientos debido a infartos.